# Franz Bracht Kran-Vermietung
Die Franz Bracht Kran-Vermietung GmbH ist ein deutsches Unternehmen in der Kranbranche. Franz Bracht beschäftigt etwa 630 Mitarbeiter. Das Unternehmen besitzt einen Fuhrpark mit ca. 1100 Fahrzeugen, darunter etwa 240 Autokrane im Leistungssegment von 7 t bis 1800 t.

## Geschichte

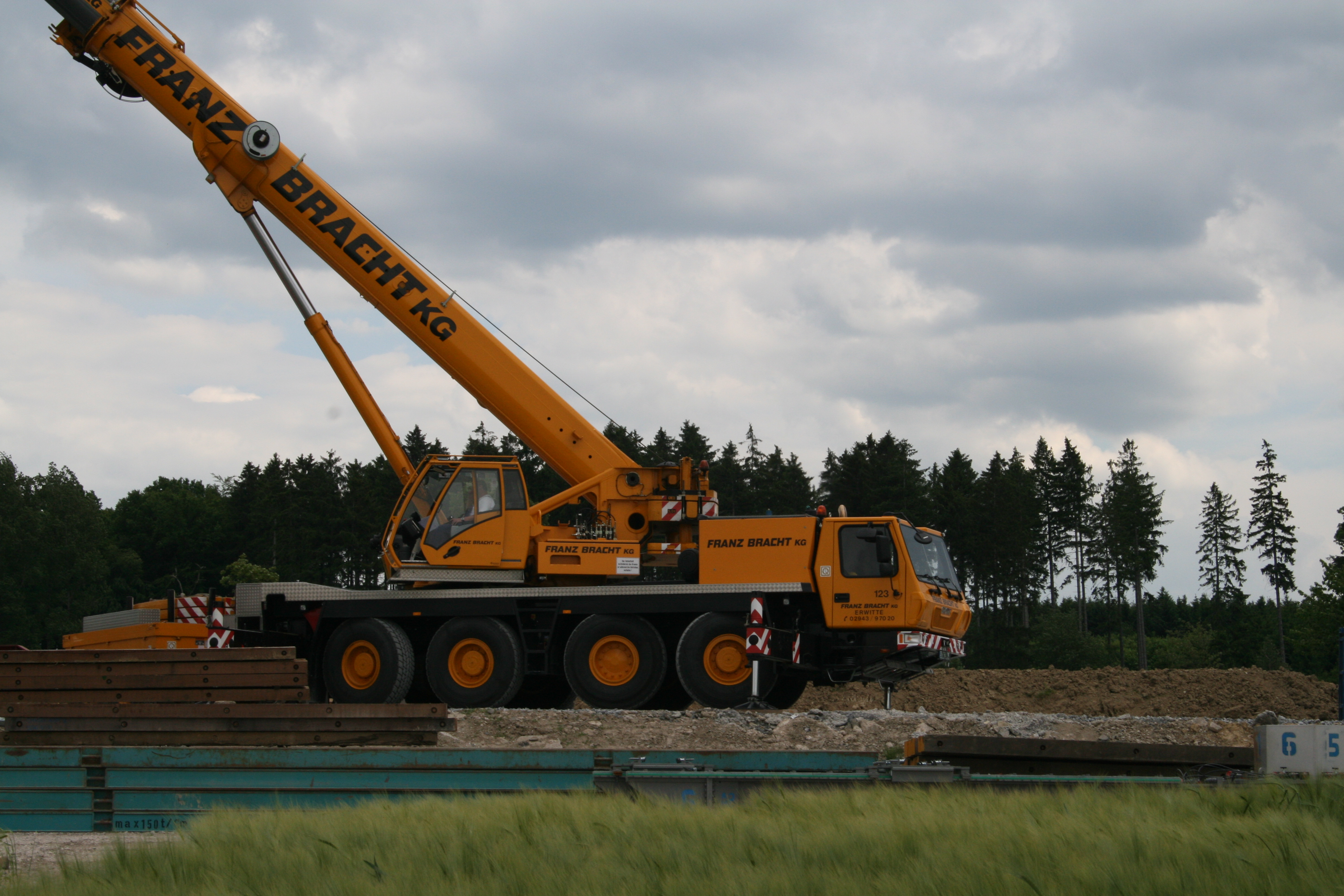
Kran des Herstellers Grove (Vom Typ 4080 gebaut vor 2011) der Franz Bracht Kran-Vermietungs GmbH im Einsatz

Der Unternehmer Franz Bracht gründete 1964 ein Abschleppunternehmen in Lippstadt. Im Jahr 1965 erwarb er einen Autokran, drei Jahre später schaffte er weitere Krane an. 1971 kaufte Bracht die ersten 100-t-Krane. Zwei Jahre später kam noch ein Gottwald 250-t-Kran hinzu. 
In den folgenden Jahren wuchs der Fuhrpark weiter und es wurden weitere Standorte in Nordrhein-Westfalen eröffnet. Gleichzeitig wurden auch Niederlassungen im Ausland eröffnet. Es bestand von 1978 bis 1988 eine Niederlassung im saudi-arabischen Dschidda. Eine weitere Niederlassung eröffnete in Kuwait. Auch Arbeiten in anderen Ländern wurden von diesen Niederlassungen aus durchgeführt. 
1991 stieg der Sohn des Gründers in das Unternehmen ein und übernahm es im Jahr 2004 nach dessen Tod.

## Unternehmen
Franz Bracht beschäftigt rund 630 Mitarbeiter, der Unternehmenssitz befindet sich in Erwitte. Weitere Standorte des Unternehmens befinden sich in Arnsberg, Duisburg, Hamm (Lippetal), Herford, Recklinghausen, Krefeld, Unna, Münster, Porta Westfalica, Paderborn, Brilon, Blomberg, Hameln und Wuppertal. 

## Angebot und Fuhrpark
Die Franz Bracht KG verfügt über einen Fuhrpark von ca. 240 Autokranen in den Leistungsklassen von 7 t bis 1800 t und bietet Hebe- und Transportdienstleistungen an. Seit Oktober 2009 ist das Unternehmen im Besitz eines Liebherr LTM 11200/9.1, der eine maximale Traglast von 1200 Tonnen erreicht.